# 걸어서 30분
《걸어서 30분》은 2017년 9월 21일부터 네이버 웹툰에서 연재를 시작하여 2021년 12월 30일에 완결된 이온도 작가의 웹툰이다.

## 등장 인물

### 주요 인물
위성은
이 작품의 여주인공 중학교때 미술학원에 다녔으나 현재는 다시 은하 학원을 다니지 않고 미술학원으로 다시 학원을 옮겼다. 중학교때 미술학원에 있었던 일이 트라우마로 남아 인간관계에서 소극적이고 그림을 그리는 것을 숨기고 있으나, 그 일은 진영이를 고민상담 해주고 왕따를 당한 일이라고 한다. 지구봉을 좋아하며, 다이어리에 매일 지구봉과 있었던 일을 간략하게 그림으로 그린다. '늦대쌤과 병앓이들'이라는 웹툰을 좋아한다. 지금은 지구봉과 사귀는 중.
지구봉
이 작품의 남주인공. 위성은의 남자친구. 늘 모자를 쓰고 있으며 특히 여자아이들과 말을 거의 하지 않는다. 원래는 자전거를 타고 학원에 다녔으나, 위성은과 함께 귀가를 시작한 뒤로는 걸어다닌다. 늦대쌤과 병앓이들이라는 웹툰을 좋아한다. 엄마가 늦대쌤과 병앓이들이라는 웹툰의 작가이며, 때때로 엄마가 그림 그리는 것을 도와준다.

### 은하학원
박현준
소율과 소꿉친구. 소율을 좋아한다. 구봉과 같은 반이다. 소율에게 고백을 했지만 차였었다. 하지만 소율이 현준을 좋아한다고 고백하고 사귀게 된다.
김소율
현준과 소꿉친구. 몬스터보이즈를 매우 좋아한다. 현준과 사귀고 있다.
박정화
성은과 같은 입시학원을 다녔다. 이 작품의 발암캐.
정진영성은이의 친구.미술학원에서 성은이를 따돌렸으나 현재는 사과 후 친구관계를 유지하고 있다. 지구봉을 좋아한다. 하지만 위성은이 지구봉에게 고백 한 것을 알게 된 이후로는 마음을 접은 듯 하다.
진희성은이의 친구. 김성훈이 과제 무단하차와 위성은이 자신을 좋아하다는 소문을 퍼뜨리고 다니는 것을 위성은에게 알게되자 김성훈과 친했지만 위성은을 선택하고 위성은과 사이가 더 좋아졌다.
태양일지구봉과 어렸을 때부터 친구였다. 아버지와 사이가 좋지 않다. 성은이에게 호감을 가지고 있는 듯 하다. 하지만 지구봉이 아플 때 성은이가 기다리고 있는걸 알게 되자 보내주지 않으려고 했지만 결국엔 오토바이에 태워 지구봉을 데려다 준다. 위성은에겐 마음을 접은 듯 하다.
김성훈진희의 친구. 성은이가 부담스러워 하는 사람이다. 성은이가 자신을 좋아한다고 생각한다. 위성은이 자신을 싫어하고 지구봉을 좋아한다는 것을 알자 과제 무임 하차를 했다. 하지만 아이들에게 소문이 나서 아이들이 정말 싫어한다.